# Contea di Bulloch
La contea di Bulloch (in inglese Bulloch County) è una contea dello Stato della Georgia, negli Stati Uniti. La popolazione al censimento del 2000 era di 55 983 abitanti. Il capoluogo di contea è Statesboro.

## Comuni
- Brooklet - town
- Portal - town
- Register - town
- Statesboro - city